# Peter Paul Duggan
Pour les articles homonymes, voir Duggan.

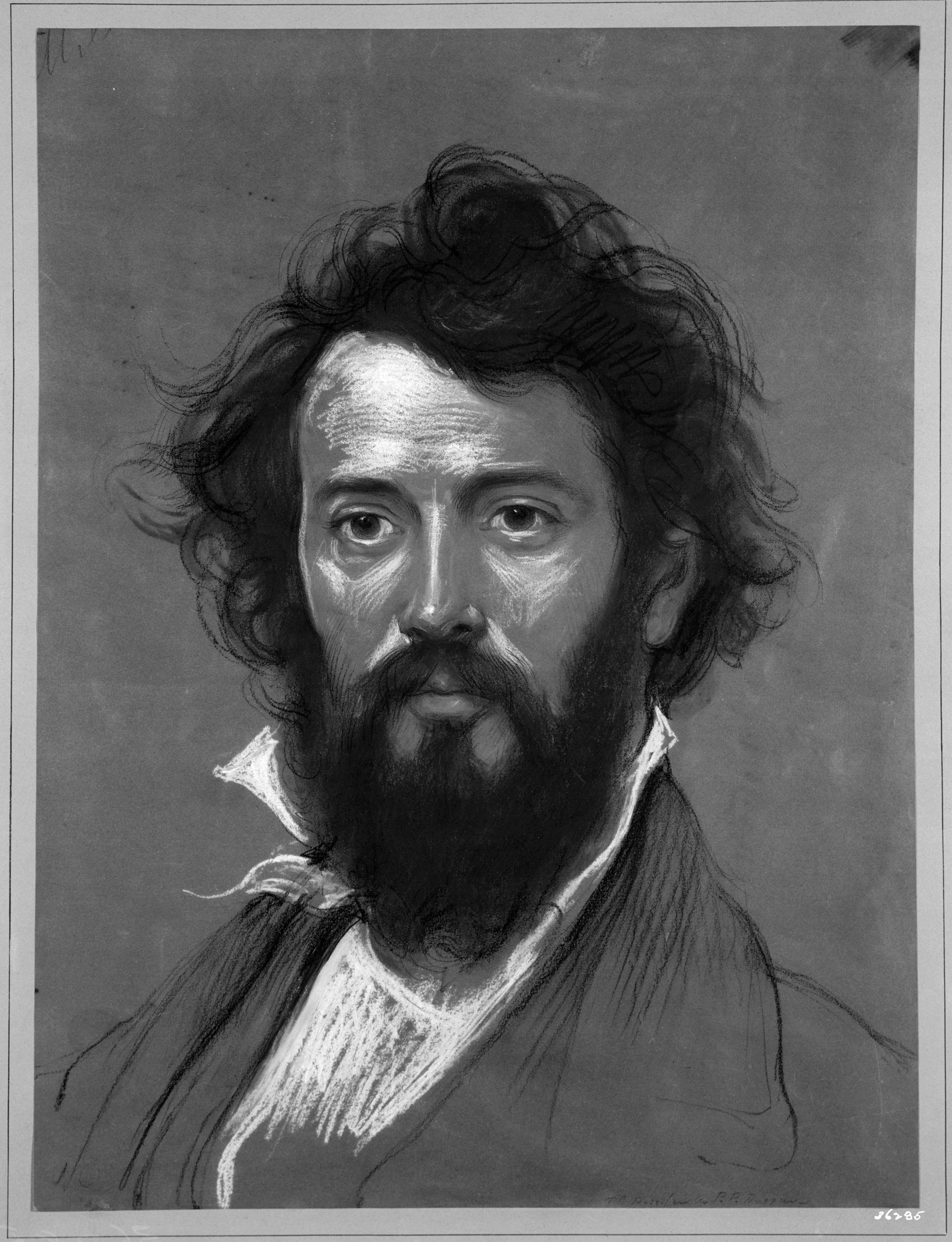
Portrait de Thomas Prichard Rossiter, crayon noir sur papier brun, 19 1/8 x 14 3/8 in, The Century Association, New York.

Peter Paul Duggan, né en 1824 à Dublin et mort le 15 octobre 1861 à Paris 17e, est un peintre.

## Biographie
Il quitte fort jeune sa terre natale pour se rendre en Amérique. Il exécute plusieurs portraits à l'huile, mais travaille surtout au crayon. Il est professeur de dessin à la New York Free Academy, mais est contraint de démissionner de son poste et d'abandonner son travail, en raison de sa santé fragile.
De retour en Angleterre, il passe quelques années près de Londres, puis se rend à Paris. 
Il meurt le 15 octobre 1861 à Paris.